# Paradis latin
Le Paradis latin est un cabaret de music-hall parisien, situé 28 rue du Cardinal-Lemoine dans le Quartier latin (5e arrondissement). Depuis 2018, il appartient à l'homme d'affaires franco-brésilien Walter Butler.

## Historique
Doyen des cabarets de la capitale, son origine remonte à 1802, année où le Premier consul Napoléon Bonaparte fait bâtir le théâtre Latin, rue des Fossés-Saint-Victor. L'inauguration a lieu l'année suivante.
En 1830, le théâtre Latin devient un des hauts lieux hétéroclites à la mode des nuits parisiennes où se côtoient artistes, bourgeois, écrivains, poètes, journalistes, hommes politiques, intellectuels, étudiants, ouvriers, commerçants, aristocrates... Honoré de Balzac, Alexandre Dumas, Alexandre Dumas fils et Prosper Mérimée sont des habitués. Il est détruit   par un incendie durant la Guerre franco-prussienne de 1870, lorsque le chancelier prussien Otto von Bismarck assiège Paris. Ses ruines calcinées subsistent pendant 17 ans.   
En 1887, lors de la préparation de l'Exposition universelle de 1889, Gustave Eiffel reconstruit le théâtre en même temps que sa tour. La nouvelle salle est inaugurée le dimanche 20 janvier 1889 sous le nom de Paradis latin et affiche complet tous les soirs en présentant des revues et des ballets. Cette année de l'Exposition fut une année heureuse pour le spectacle parisien avec entre autres:la Mandragore, pièce très applaudie dont l'héroïne de la soirée fut Yvette Guilbert (immortalisé par Toulouse Lautrec) qui depuis quelques mois était la vedette de la chanson et qui allait devenir l'interprète du compositeur Xanrof.
Concurrents directs du Paradis Latin, les cafés-concerts, plus nombreux que jamais, donnaient tous le même spectacle stéréotypé. On commençait des tours de chants qui produisaient invariablement devant le public, le comic-troupier, le poivrot, la gommeuse, le comique paysan, la chanteuse patriotique. Les directeurs du Paradis Latin eurent alors l'idée géniale de faire appel aux acrobates, équilibristes, jongleurs, contorsionnistes, montreurs d'ombres chinoises afin de compléter et d'enrichir leur spectacle: le premier Music-Hall était né sans porter encore le nom ignoré en France à l'époque.
La nouvelle formule ne tint que quelques saisons. En 1894, la grande salle du Paradis Latin fermait ses portes. Seule la brasserie du sous-sol conservé, animée par Chopinette, élève de Bruant mais n'en ayant ni le talent, ni l'autorité et sa clientèle en forte majorité faite d'étudiants ne lui permit pas de survivre au-delà de 1903. L'immense local devint entrepôt. 
Au début du XXe siècle, Montmartre devient le quartier à la mode de Paris. 
Le faïencier-verrier Charles Leune finit par acheter l'endroit pour y installer son atelier. Il est repris en 1930 par un industriel pharmaceutique qui dépose le bilan et laisse l'endroit longtemps inoccupé. 
En 1973, le promoteur immobilier Jean Kriegel achète l'immeuble pour le transformer en appartements. Après avoir découvert l'existence de la salle de spectacle à l'occasion du démarrage des travaux, il décide, séduit par les lieux, non plus de réaliser l'opération immobilière initialement prévue mais de ressusciter ce cabaret mythique de 720 places selon les plans originaux d'Eiffel.  

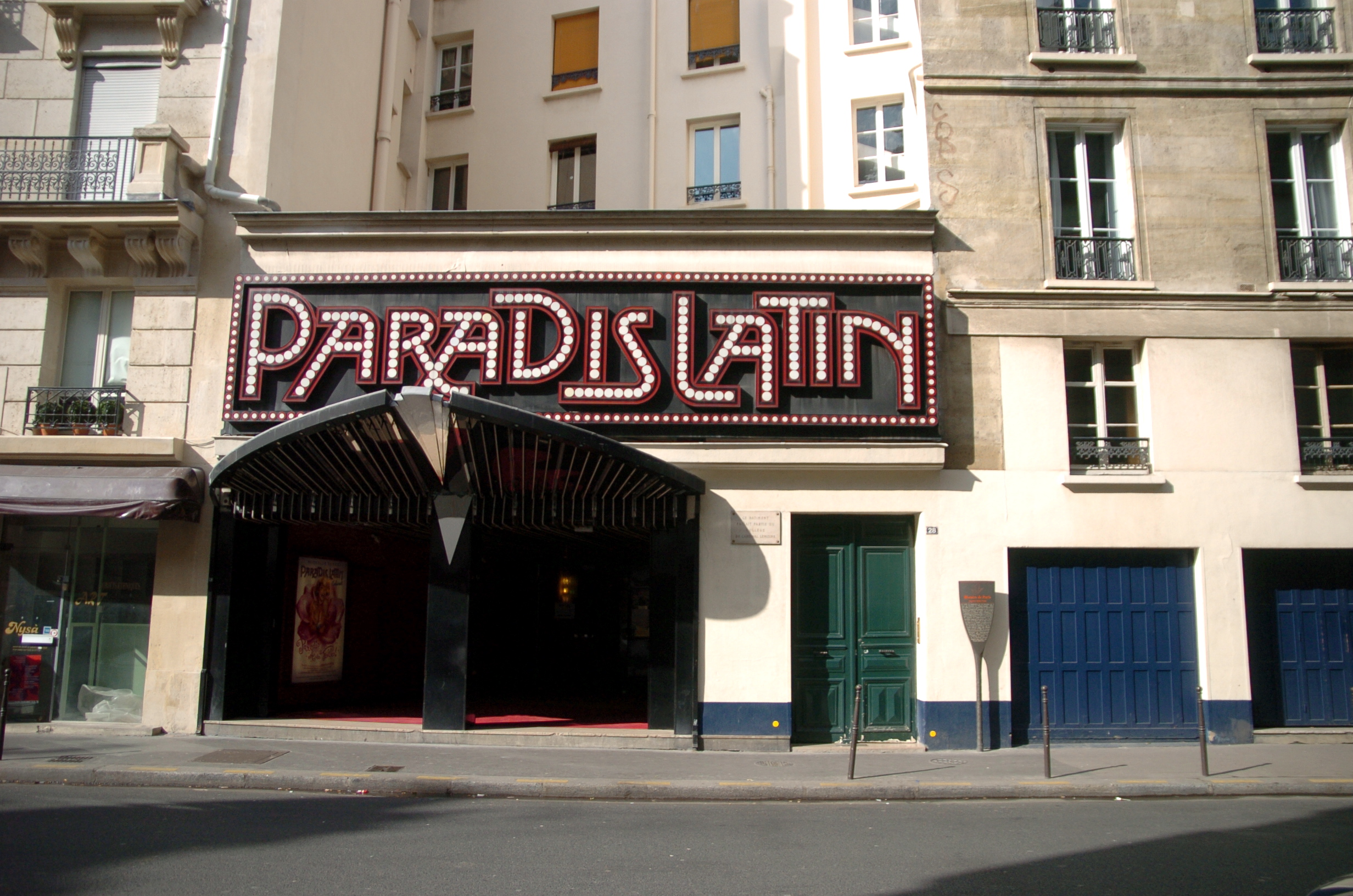
L'entrée du Paradis latin, le 02 mars 2009.

Jean-Marie Rivière, directeur artistique, assisté de l'auteur Frédéric Botton, y présente la première revue Paris Paradis le 14 novembre 1977, qui connaît un triomphe. Le Paradis latin a depuis reconquis son statut de haut lieu des nuits parisiennes.
En 2018, l'investisseur franco-brésilien Walter Butler qui souhaite se lancer dans l'entertainement, rachète à 100% le Paradis latin à la famille Israel, qui le détenait depuis 1995.
En 2019, l'élaboration d'une nouvelle revue, L'Oiseau Paradis, pour fêter les 130 ans du Paradis Latin, est confiée au chorégraphe Kamel Ouali. Iris Mittenaere, Miss Univers 2016 est choisie pour être la meneuse de revue de l'Oiseau Paradis,. À cette occasion, le cabaret est redécoré par Oscar Lucien Ono.

## Description
- Dîner : 720 couverts par soirée
- Pâtisserie : Serge Bréda et Jean-Jacques Massé, meilleurs ouvriers de France
- Cave à vin : 45 000 bouteilles de champagne par an, 80 000 de Bordeaux (Château Margaux, Sauternes...), grands crus de Bourgogne...
- Prestation d'entreprise : soirées à thème ou dansantes privées, défilés de mode, conférences, réceptions, cocktails, soirées de gala, suivis d'un dîner ou d'un déjeuner-spectacle.

## Affaires
Le Paradis latin fut le théâtre de la rencontre de Thierry Paulin (surnommé le "monstre de Montmartre") et de Jean-Thierry Mathurin, connus pour leur série de meurtres de "vieilles dames" dans les années 1980.

## Revues
- 1977 : Paris Paradis de Jean-Marie Rivière (première revue)
- 1979 : Nuit de Paradis de Jean-Marie Rivière
- 1981 : Paradisiac de Francis Morane, Jean Kriegel
- 1984 : Champagne de Christian Dura, Jean Kriegel
- 1987 : Hello Paradis de Christian Dura, Jean Kriegel
- 1990 : Viva Paradis de Philippe Rondest
- 2001 : Paradis d'Amour de Christian Dura
- 2008 :  Paradis à la folie de Christian Dura
- 2019 : L'Oiseau Paradis de Kamel Ouali